# 法蘭西斯·魏
法蘭西斯·布朗·魏（英語：Francis Brown Wai，1917年4月14日—1944年10月20日），美國陸軍華裔上尉，為美國最高軍事榮銜——榮譽勳章第一位華裔得主，也是唯一獲頒此級勳章的華裔美國軍官。。
在中學及大學階段為運動好手的法蘭西斯·魏，在加州大學洛杉磯分校獲得金融學學士學位後原本計畫與父親一起工作，惟在後來加入了夏威夷州國民警衛隊、並且委任為少尉。1944年的菲律賓戰役中，他隨著部隊參加了將菲律賓從日本軍手中奪回的行動，該年10月時在雷伊泰島的登陸作戰中陣亡。魏氏原先獲得的是次於榮譽勳章的第二高榮銜──傑出服役十字勳章，至2000年才追升為榮譽勳章。

## 生涯

### 早年
法蘭西斯·魏的父親魏金（Kim Wai）是華裔移民，年輕時就從中國前往夏威夷，母親露西娜·藍伯特（Rosina Lambert）則是具有白人血統的夏威夷原住民。法蘭西斯是家中長子，下有三個弟弟和一個妹妹。他在兒時常與有「現代衝浪之父」之稱的杜克·卡哈纳莫库及日後成為名演員的巴斯特·克拉布一起去衝浪，在普納荷學校念中學時也獲得了田徑、美式足球與棒球的體育證書，對拳擊與籃球也有所涉足。大學原先就讀的是沙加緬度專科學院（Sacramento Junior College），但讀了兩年後便透過轉學進了加州大學洛杉磯分校，並且是四項全能的運動員，1939年時從銀行及金融學士班畢業。他原本打算與在房地產業界上班的父親一起工作，但在第二次世界大戰爆發後投身軍旅。

### 從軍
大學畢業後，法蘭西斯·魏於1940年加入國民警衛隊，其情報、教育、體能及領導能力很快得到了長官的注意。當他從喬治亞州本寧堡的陸軍候補軍官學校結訓之後，於1941年9月27日委任為常備役少尉，也得以擔任步兵指揮官。這成為了一項罕見例子，因為當時獲准在戰鬥中領導部隊的亞裔美國人很稀少。
之後，法蘭西斯·魏以上尉之階配屬到美國陸軍第24步兵師的第34步兵團，而當時駐屯在歐胡島史考菲軍營的24師，到後來成了第一批投入太平洋戰區作戰的部隊，師上的士兵經常參與激烈的近身戰鬥、或是冒著敵軍的槍林彈雨進行的兩棲作戰，使他們必須發揮團體精神才能存活。而曾經擔任過四分衛的法蘭西斯·魏，對於這種團隊合作自然不陌生。

#### 參與「魯莽行動」
1943年5月，魏上尉隨著24師派赴澳大利亚，同年9月19日時部署至該國東岸市鎮——洛坎普頓附近的凱夫斯營，並在此接受密集戰鬥訓練。訓練完成後的24師於1944年1月31日開赴古迪納夫島，準備參加在荷屬新幾內亞北部的荷蘭地亞（Hollandia，今印尼查雅普拉）執行的兩棲登陸戰「魯莽行動」:134。
第24師在1944年4月22日從塔納默拉灣上陸，克服了滂沱雨勢和泥沼地形才攻佔荷蘭地亞飛行場。在此不久後，魏上尉所屬的24師34團調往比亞克島增援第41師，奪得了兩座飛行場後，於7月回到荷蘭地亞與師上其餘部隊會合。在之後的兩個月內，魏氏及其部隊已經橫越了新幾內亞，並從日軍手中奪下了三座軍用機場:190。

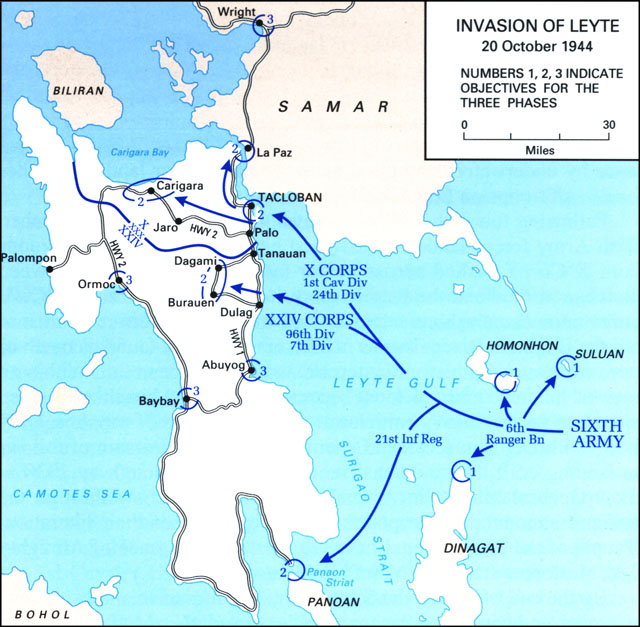
1944年10月20日時的雷伊泰島入侵戰地圖，第24步兵師與第10軍一起從島北登陸

#### 雷伊泰島
在佔領了荷蘭地亞之後，法蘭西斯·魏改派至美國第六軍團的第10軍，準備參與菲律賓的入侵行動。1944年10月20日，他的師與同樣隸屬第10軍之下的第1騎兵師聯合從雷伊泰島登陸。當魏上尉進入了紅灘（Red Beach）後，駐島日軍在稻田中央的棕櫚樹林裡用槍火瞄準美軍登陸部隊射擊。魏上尉是隨著第五批次的部隊上岸，而他看到前面四波的搶灘士兵群龍無首、組織遭到打散，日軍火力也將其壓制到寸步難行。僅管魏上尉的任務是留守海灘、並沒有義務要冒險帶隊挺進內陸，但他還是立刻接下指揮權，並且在不憑掩護的情形下穿越稻田。他的以身作則激勵了其他官兵跟隨，置個人生死於度外地引誘日軍的機槍和步槍火力，進而使其位置暴露。接著，美軍開始有系統地強襲陣地內的日軍，並打敗他們。然而就當魏上尉在率領部下攻擊最後一座日軍碉堡時，中彈陣亡。軍方由於魏上尉在雷伊泰島上的戰鬥，而頒發了傑出服役十字勳章給他。戰後，魏氏的遺體送到夏威夷的太平洋國家紀念公墓安葬，墓地位在Q區的1194號墳。

## 獲得榮譽
1996年時，有鑑於一些人士對美國亞裔軍人在二戰期間蒙受的不公待遇提出指控，國會要求時任美國陸軍部部長路易斯·卡德拉全面地重新審視戰時的軍方紀錄，之後認定包括法蘭西斯·魏在內的22名亞裔軍人應得、而未獲得頒授榮譽勳章，於是在2000年，美國政府將魏所得的傑出服役十字勳章追升為榮譽勳章。在這22位亞裔軍人中，法蘭西斯·魏是唯二獲得榮譽勳章的軍官之一（另一位為退役日裔美軍上尉及夏威夷州參議員丹尼爾·井上）、以及唯二不出身自第442步兵團／第100步兵營的軍人之一（另一位為菲裔美軍士兵魯道夫·達維拉）。2000年6月20日時由美國總統柯林頓在白宮主持受獎典禮，將此22位亞裔美軍的傑出服役十字勳章改為榮譽勳章。
以下是法蘭西斯·魏上尉獲得的勳章：
|                                                        |  |  |  |  |  |  |  |  |  |  |  |
| A light blue ribbon with five white five pointed stars |  |  |  |  |  |  |  |  |  |  |  |
|                                                        |  |  |  |  |  |  |  |  |  |  |  |
|                                                        |  |  |  |  |  |  |  |  |  |  |  |

| 戰鬥步兵徽章     |                  |                  |                        |                        |                        |                        |                        |                |                |                |
| 榮譽勳章         |                  |                  |                        |                        |                        |                        |                        |                |                |                |
| 傑出服役十字勳章 | 傑出服役十字勳章 | 傑出服役十字勳章 | 紫心勳章               | 紫心勳章               | 紫心勳章               | 紫心勳章               | 紫心勳章               | 美國戰役獎章   | 美國戰役獎章   | 美國戰役獎章   |
| 太平洋戰爭獎章   | 太平洋戰爭獎章   | 太平洋戰爭獎章   | 第二次世界大戰勝利獎章 | 第二次世界大戰勝利獎章 | 第二次世界大戰勝利獎章 | 第二次世界大戰勝利獎章 | 第二次世界大戰勝利獎章 | 菲律賓解放獎章 | 菲律賓解放獎章 | 菲律賓解放獎章 |

### 榮譽勳章表揚狀
階級與所屬部隊：美國陸軍上尉，第34步兵團團部
時間與地點：1944年10月20日，菲律賓雷伊泰島
入伍地：夏威夷檀香山
出生地：夏威夷檀香山
榮譽狀：
「法蘭西斯·B·魏上尉因於1944年10月20日在菲律賓雷伊泰島的戰鬥中，表現了不凡的英雄之舉而使自己傑出。魏上尉在該島的紅灘登陸後，面對的是從敵軍設在棕櫚樹林中、由稻田圍繞的優勢陣地裡發射之精準而集中的火力。察覺了前四波美軍士兵缺乏領導、組織渙散地在灘上的開闊帶受到壓制時，他迅速接手指揮。發布了清楚而簡明的命令、並無視於敵軍機槍及步槍的密集開火，他開始不憑掩護地穿越稻田、朝內陸進發。隊上官兵受到其沉著的舉止和英勇的以身作則激勵，從原先的位置上出發跟隨他。進攻期間，魏上尉屡次以蓄意暴露自己、吸引敵軍槍火的方法來確定對方陣地的位置。在帶領部隊朝最後一座剩下的日軍碉堡發動突擊時，遭該堡的日本駐軍擊殺。魏上尉的勇氣及具有進取心的領導鼓舞了弟兄，驅使他們攻破敵軍陣勢，就算在他陣亡後亦然，灘頭的迅速平定要大大歸功於他的無畏和堅定的付出。魏上尉的超凡英勇和恪盡職責合乎軍隊最崇高的傳統、並替他本人、所屬部隊及美國陸軍帶來莫大的榮譽。」[註1]